# Корниоло (Пистоја)
Корниоло је насеље у Италији у округу Пистоја, региону Тоскана.
Према процени из 2011. у насељу је живело 8 становника. Насеље се налази на надморској висини од 598 м.